# (6331) 1992 FZ1
1992 أف زد 1 (ويعرف أيضًا باسم (6331) 1992 أف زد 1 وفق تسمية الكوكب الصغير) (بالإنجليزية: 1992 FZ1)‏ هو كويكب ضمن حزام الكويكبات؛ وترتيبه 6331 من حيث الاكتشاف.
اكتُشف هذا الجُرم الفلكي بواسطة هيروشي كانيدا في 28 مارس 1992.

## وصلات خارجية
- (6331) 1992 FZ1 في قاعدة بيانات مختبر الدفع النفاث لأجرام النظام الشمسي الصغيرة

- الاكتشاف · مخطط المدار ·  العناصر المدارية · المعلمات المادية

- (6331) 1992 FZ1 على موقع ويكي سكاي: DSS2, SDSS, GALEX, IRAS, Hydrogen α, X-Ray, Astrophoto, Sky Map, Articles and images